# Ricardo Pereira (football, 1993)
Pour les articles homonymes, voir Ricardo Pereira.
Ricardo Domingos Barbosa Pereira, plus communément appelé Ricardo Pereira, né le 6 octobre 1993 à Lisbonne au Portugal, est un footballeur international portugais. Ancien ailier droit, évoluant à présent au poste de défenseur, il joue avec Leicester City, et l'équipe du Portugal.

## Carrière

### Carrière en club

#### Vitória Guimarães (2012-2013)
Ricardo Pereira commence sa carrière professionnelle au Vitória Guimarães. Avec cette équipe, il remporte la Coupe du Portugal en 2013.

#### FC Porto (2013-2018)
Il est acheté en 2013 par le club du FC Porto.
Il joue son premier match de Ligue des champions le 26 novembre 2013 contre le FK Austria Vienne (1-1 score final).

#### OGC Nice (2015-2017)
Le 31 août 2015, il signe à l'OGC Nice où il est prêté pour deux saisons (un an + un an renouvelable) lors des dernières heures du mercato. Il joue son premier match sous le maillot niçois le 12 septembre 2015, lors de la cinquième journée de la saison 2015-2016 de Ligue 1 contre l'EA Guingamp. Il est titulaire au poste d'arrière gauche ce jour-là et son équipe s'incline sur le score de un but à zéro. Lors de la journée suivante, le 19 septembre, il s'illustre en délivrant deux passes décisives lors de la victoire des Aiglons face au SC Bastia (1-3). Ricardo Pereira s'impose naturellement comme un titulaire dans le 11 de départ de Claude Puel, et il est par ailleurs désigné comme le meilleur défenseur latéral droit du championnat par l'Observatoire du football. Il participe au bon parcours des niçois en championnat qui, terminant quatrième décroche une qualification pour la Ligue Europa.
Il continue sur cette lancée en 2016-2017, son nouveau coach, Lucien Favre, qui a succédé à Puel, lui fait également confiance. Pereira marque son premier but face au FC Lorient le 2 octobre 2016 en championnat. Sur une ouverture de Mathieu Bodmer le Portugais ouvre le score et son équipe finit par s'imposer (2-1). Il s'illustre le 30 avril 2017 face au leader, le Paris Saint-Germain, en délivrant une passe décisive à Mario Balotelli sur l'ouverture du score niçoise, puis en marquant le deuxième but d'une frappe enroulée du gauche. Le match se termine par la victoire de l'OGC Nice par trois buts à un. Cette saison-là, le club termine sur le podium de la Ligue 1, à la troisième place.

#### Retour au FC Porto
Après son retour à Porto, l'ancien Niçois s'impose chez les Dragons.

#### Leicester City (depuis 2018)
Le 19 mai 2018, le défenseur international portugais est vendu pour 20 M€ (plus cinq en bonus), à Leicester City.
Il inscrit son premier but pour Leicester le jour de ses 25 ans, le 6 octobre 2018 contre Everton FC, en championnat. Malgré cette première réalisation cela ne suffit pas pour remporter la rencontre et Leicester perd le match sur le score de 1-2. Sa première saison au club est réussie, il s'est imposé comme un titulaire au sein de l'équipe, a inscrit deux buts et délivré sept passes décisives. Il est même élu joueur de la saison à Leicester.
En mars 2020, il se blesse gravement. Touché au genou droit il souffre d'une rupture des ligaments croisés, ce qui le tient éloigné des terrains pour de longs mois. Il fait son retour à l'entraînement après une longue absence, le 25 septembre 2020.
Le 18 février 2022, Pereira prolonge son contrat avec Leicester. Il est alors lié au club jusqu'en juin 2026.
En juillet 2022, à la fin des matchs amicaux de présaison, Ricardo Pereira se blesse sérieusement au tendon d'Achille. La durée de son absence est estimée à six mois.

### En équipe nationale
Ricardo Pereira représente le Portugal en sélection. Il commence avec les moins de 19 ans, sélection avec laquelle il joue un total de trois matchs, tous en 2012, et marque un but.
Il participe au Tournoi de Toulon 2013 et à la Coupe du monde des moins de 20 ans 2013 avec les sélections de jeunes du Portugal.
Il honore sa première sélection avec l'équipe du Portugal le 14 novembre 2015, lors d'un match amical contre la Russie (défaite 1-0). Il rentre à la place de Gonçalo Guedes, à la 90e minute de jeu.
Ricardo Pereira est retenu dans la liste des 23 joueurs portugais pour disputer la Coupe du monde 2018 en Russie. Durant la compétition il est barré par Cédric Soares, que le sélectionneur Fernando Santos préfère aligner durant les matchs de poules. Pereira est toutefois titularisé lors du huitième de finale perdu face à l'Uruguay (2-1).
Pereira n'est plus appelé avec la sélection pendant plus d'un an malgré des prestations convaincantes en clubs avec Leciester, subissant notamment l'émergence de João Cancelo en sélection. Il est rappelé en octobre 2019 et porte à nouveau le maillot de la sélection portugaise le 14 novembre 2019 en étant titularisé face à la Lituanie où il délivre une passe décisive pour Bernardo Silva (victoire 6-0 des Portugais).
En août 2021 il fait son retour en sélection alors qu'il était absent depuis longue date à cause d'une blessure au genou.

## Statistiques
| Saison                | Club                  | Championnat           | Championnat | Championnat | Coupe nationale | Coupe nationale | Coupe de la Ligue | Coupe de la Ligue | Supercoupe | Supercoupe | Compétition(s) continentale(s) | Compétition(s) continentale(s) | Compétition(s) continentale(s) | Total | Total |
| Saison                | Club                  | Division              | M.          | B.          | M.              | B.              | M.                | B.                | M.         | B.         | Comp.                          | M.                             | B.                             | M.    | B.    |
| 2011-2012             | Vitória Guimarães     | Liga ZON Sagres       | 3           | 0           | -               | -               | -                 | -                 | -          | -          | -                              | -                              | -                              | 3     | 0     |
| 2012-2013             | Vitória Guimarães     | Liga ZON Sagres       | 27          | 0           | 5               | 4               | 3                 | 2                 | -          | -          | -                              | -                              | -                              | 35    | 6     |
| Sous-total            | Sous-total            | Sous-total            | 30          | 2           | 5               | 4               | 3                 | 2                 | -          | -          | -                              | -                              | -                              | 38    | 8     |
| 2013-2014             | FC Porto              | Liga ZON Sagres       | 14          | 2           | 2               | 0               | 2                 | 0                 | -          | -          | C1+C3                          | 1+2                            | 0                              | 21    | 2     |
| 2014-2015             | FC Porto              | Liga ZON Sagres       | 5           | 0           | -               | -               | 5                 | 0                 | -          | -          | C1                             | 3                              | 0                              | 13    | 0     |
| 2017-2018             | FC Porto              | Liga ZON Sagres       | 27          | 2           | 6               | 0               | 3                 | 0                 | -          | -          | C1                             | 7                              | 0                              | 43    | 2     |
| Sous-total            | Sous-total            | Sous-total            | 46          | 4           | 8               | 0               | 10                | 0                 | -          | -          | -                              | 13                             | 0                              | 77    | 4     |
| 2015-2016             | OGC Nice              | Ligue 1               | 26          | 0           | -               | -               | 1                 | 0                 | -          | -          | -                              | -                              | -                              | 27    | 0     |
| 2016-2017             | OGC Nice              | Ligue 1               | 24          | 2           | 1               | 0               | -                 | -                 | -          | -          | C3                             | 5                              | 0                              | 30    | 2     |
| Sous-total            | Sous-total            | Sous-total            | 50          | 2           | 1               | 0               | 1                 | 0                 | -          | -          | -                              | 5                              | 0                              | 57    | 2     |
| 2018-2019             | Leicester City        | Premier League        | 35          | 2           | -               | -               | 2                 | 0                 | -          | -          | -                              | -                              | -                              | 37    | 2     |
| 2019-2020             | Leicester City        | Premier League        | 28          | 3           | 1               | 1               | 4                 | 0                 | -          | -          | -                              | -                              | -                              | 33    | 4     |
| 2020-2021             | Leicester City        | Premier League        | 15          | 0           | 2               | 0               | -                 | -                 | -          | -          | C3                             | 2                              | 0                              | 19    | 0     |
| 2021-2022             | Leicester City        | Premier League        | 14          | 1           | 1               | 0               | 2                 | 0                 | 1          | 0          | C3+C4                          | 1+4                            | 0+1                            | 23    | 2     |
| 2022-2023             | Leicester City        | Premier League        | 10          | 1           | 1               | 0               | -                 | -                 | -          | -          | -                              | -                              | -                              | 11    | 1     |
| 2023-2024             | Leicester City        | Championship          | 39          | 3           | 2               | 1               | 3                 | 0                 | -          | -          | -                              | -                              | -                              | 44    | 4     |
| 2024-2025             | Leicester City        | Premier League        | 5           | 0           | 0               | 0               | 2                 | 0                 | -          | -          | -                              | -                              | -                              | 7     | 0     |
| Sous-total            | Sous-total            | Sous-total            | 145         | 10          | 7               | 2               | 13                | 0                 | 1          | 0          | -                              | 7                              | 1                              | 173   | 13    |
| Total sur la carrière | Total sur la carrière | Total sur la carrière | 272         | 18          | 15              | 6               | 27                | 2                 | 1          | 0          | -                              | 25                             | 1                              | 340   | 27    |

## Palmarès

### En club
- Vitória Guimarães
  - Coupe du Portugal
    - Vainqueur : 2013
- FC Porto
  - Championnat du Portugal
    - Champion:  2018
- Leicester City
  - FA Cup
    - Vainqueur: 2021

  - Community Shield
    - Vainqueur : 2021

  - EFL Championship
    - Vainqueur : 2024

### En sélection
|  |  | Portugal Espoirs - Euro espoirs - Finaliste : 2015 |